# Ghostscript
Ghostscript — набор программного обеспечения, позволяющего интерпретировать язык PostScript и документы PDF.

## История
Ghostscript был первоначально написан Л. Питером Дойчем (англ. L. Peter Deutsch) в 1986 году для Проекта GNU, и выпущен под лицензией GNU General Public License. Позже он сформировал Aladdin Enterprises, чтобы лицензировать Ghostscript согласно частной лицензии. Ghostscript в настоящее время принадлежит компании Artifex Software и поддерживается её программистами. Последняя версия этого набора программного обеспечения снова доступна под лицензией GPL, но может также лицензироваться для использования в частных проектах за плату.

## Возможности
Ghostscript может осуществлять конвертирование файлов PostScript в файлы различных графических форматов, выводить на дисплей интерпретированное содержимое и осуществлять печать на принтерах, не поддерживающих PostScript; часто используется как «виртуальный принтер» для создания документов в формате PDF или PostScript из программ, не поддерживающих конвертирование в эти форматы.
Может использоваться как процессор растровых изображений (RIP) для растровых компьютерных принтеров — например, как входной фильтр для LPD — или как механизм RIP для программ просмотра PDF или PostScript.
Поскольку Ghostscript является интерпретатором языка, то он может также использоваться в качестве универсальной среды программирования. Ghostscript был перенесён на многие операционные системы, включая Unix, Linux, Mac OS, OpenVMS, Microsoft Windows, MS-DOS, FreeDOS, OS/2 и AmigaOS.